# Bọ rùa hai chấm
Bọ rùa hai chấm là tên thường dùng để chỉ một loài bọ rùa có hai chấm đen trên cánh đỏ với danh pháp hai phần là Adalia bipunctata L, 1758.
Đây là một loài bọ cánh cứng (Coleoptera) thuộc họ bọ rùa (Coccinellidae) do Carl von Linné phát hiện và mô tả, đặt tên đầu tiên vào năm 1758. Trong tác phẩm nổi tiếng Systema Naturae (hệ thống tự nhiên), "ông tổ" phân loại học gọi nó là Coccinella bipunctata. (xem nguồn gốc tên Coccinella ở trang Bọ rùa). Ở thuật ngữ này, từ "bi" trong tiếng La tinh nghĩa là HAI, còn từ "punctata" là CHẤM. Sau đó, tên chi đổi là Adalia.
Bọ rùa hai chấm được cho là có nguồn gốc từ châu Âu, sau đó phát tán rất rộng trên thế giới, phổ biến ở châu Âu, có mặt ở Niu Di-lân khoảng năm 1936. Ngoài ra nó cũng có nhiều ở Bắc Mỹ và châu Úc, tuy ở Hoa Kỳ thì gần đây bị giảm mạnh về số lượng ở nhiều tiểu bang và tỉnh có thể do ô nhiễm. Loài này chỉ là một trong hơn 6000 loài bọ rùa trên thế giới đã được phát hiện, nhưng hay được nhắc tới vì đã được sử dụng để tiêu diệt rệp cây trên quy mô lớn trong phương pháp đấu tranh sinh học và cũng vì có liên quan tới hiện tượng hoá đen công nghiệp, nên đã được nghiên cứu khá kỹ lưỡng., 

## Mô tả
Bọ rùa hai chấm là loài côn trùng biến thái hoàn toàn, con trưởng thành khác hẳn ấu trùng (hình 2 - 5). Con trưởng thành dài khoảng 5 – 6 mm, có hai cánh cứng màu đỏ với hai chấm đen (hình 1, trái). Đã phát hiện nhiều kiểu hình khác nhau ở con trưởng thành, phân biệt nhau chủ yếu ở vùng đầu-ngực (prothorax): dạng thường gặp nhất thì prothorax (đầu-ngực có đôi chân thứ nhất) có màu đen với vệt trắng, dạng nữa thì prothorax có mảng trắng lớn ở bên cạnh và một mảng trắng nhỏ ở trên, còn dạng màu tối (melanic) đã được giải thích là kết quả của quá trình hoá đen công nghiệp (hình 1, phải). Mặt bụng và ba đôi chân của bọ rùa đều màu đen. Đầu nhỏ mang cặp mắt kép và hai râu ngắn với đầu hơi phình ra như cái "chổi" nhỏ.

## Vòng đời
Bọ rùa cái đẻ trứng màu vàng nhạt gần sự xâm nhập của con mồi. Một ấu trùng nở ra từ mỗi quả trứng. Có bốn giai đoạn ấu trùng, ở Việt Nam gọi mỗi giai đoạn này là một "tuổi" của sâu. Trứng nở ra con non (sâu tuổi 1), con non lớn dần rồi lột xác (sang sâu tuổi 2), v.v cho đến tuổi 5. Các sâu mới nở có màu xám đen. Sau mỗi tuổi (mỗi lần lột xác) thì sắc tối thay đổi. Sâu tuổi bốn khi phát triển đầy đủ sẽ bất động và gắn vào một nơi kín đáo trên cây, rồi hoá nhộng. Nhộng có màu xám với những mảng tối trên bụng và chồi cánh đen.
Con trưởng thành lột xác từ nhộng, sau một thời gian đến độ thành thục sinh dục thì giao phối. Thời gian của mỗi giai đoạn cũng như của toàn vòng đời (tuổi sinh lí) phụ thuộc rất nhiều vào nhiệt độ môi trường: nói chung nhiệt độ càng cao thì thời gian càng ngắn.

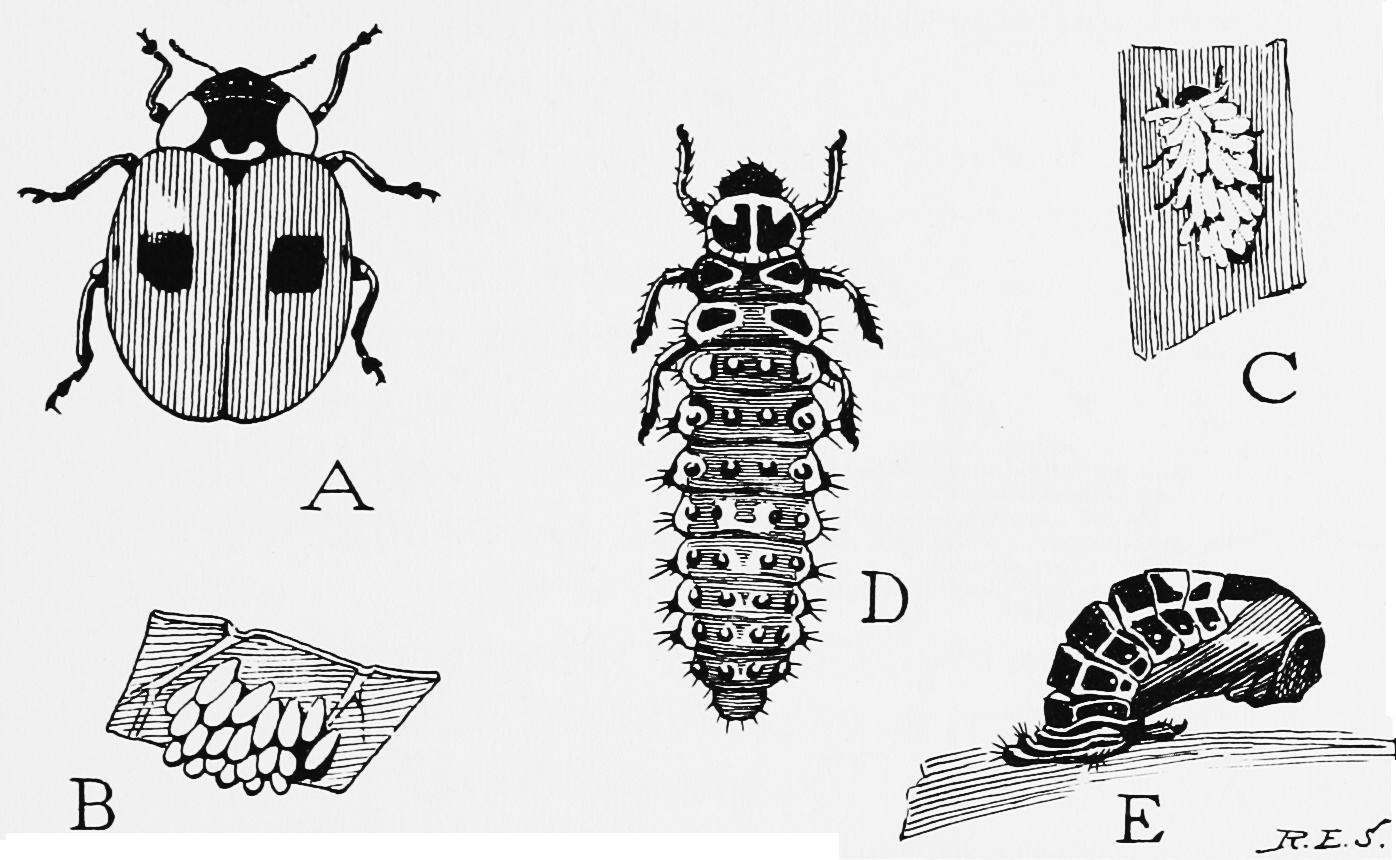
Hình 2: Các dạng hình thái chính của Adalia bipunctata. A-trưởng thành; B-trứng; C-đang lột xác; D-Sâu tuổi cuối; E-Nhộng (Tranh từ R. E. Snodgrass, TK XVIII).
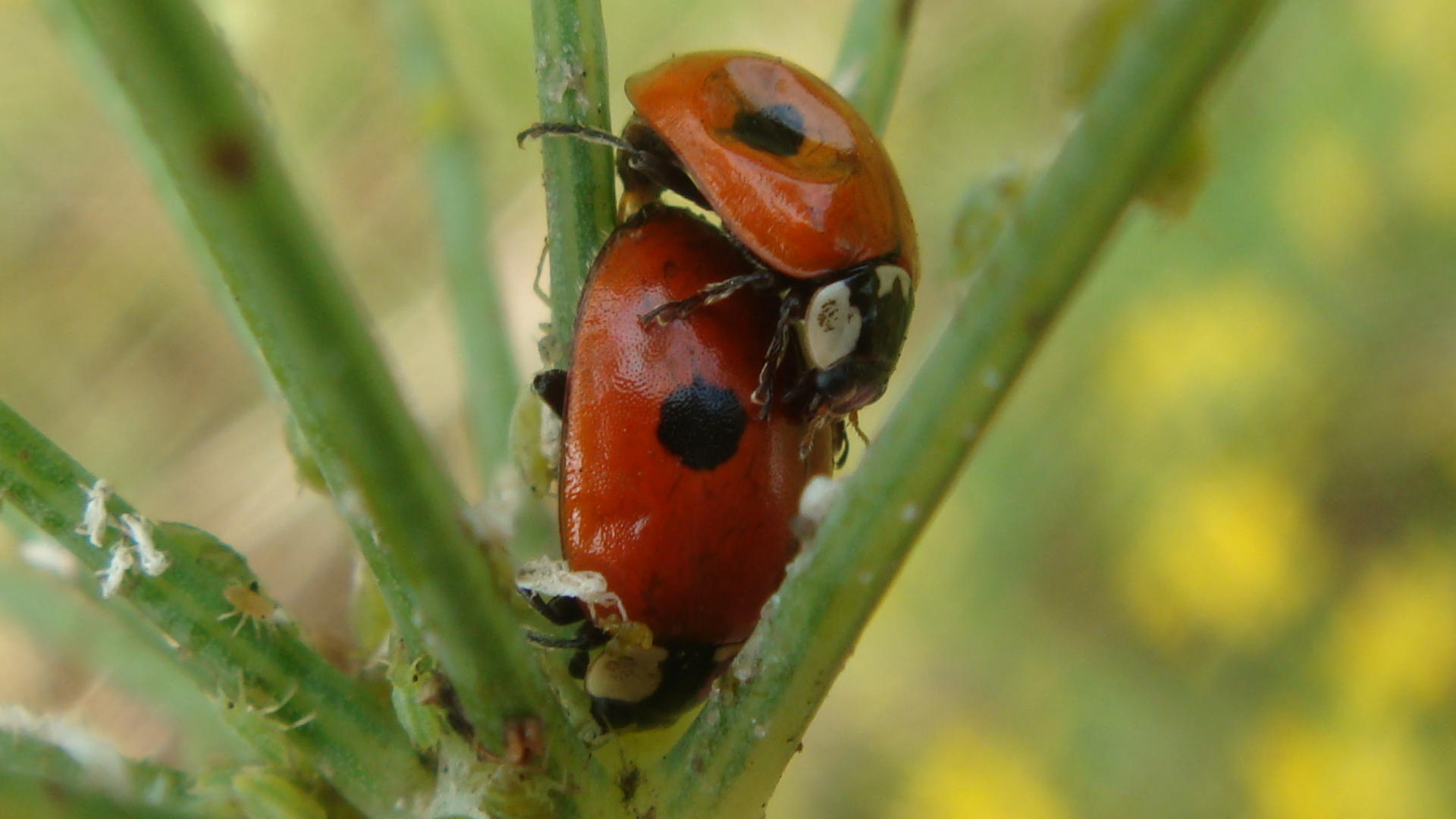
Hình 3: Đôi giao phối.
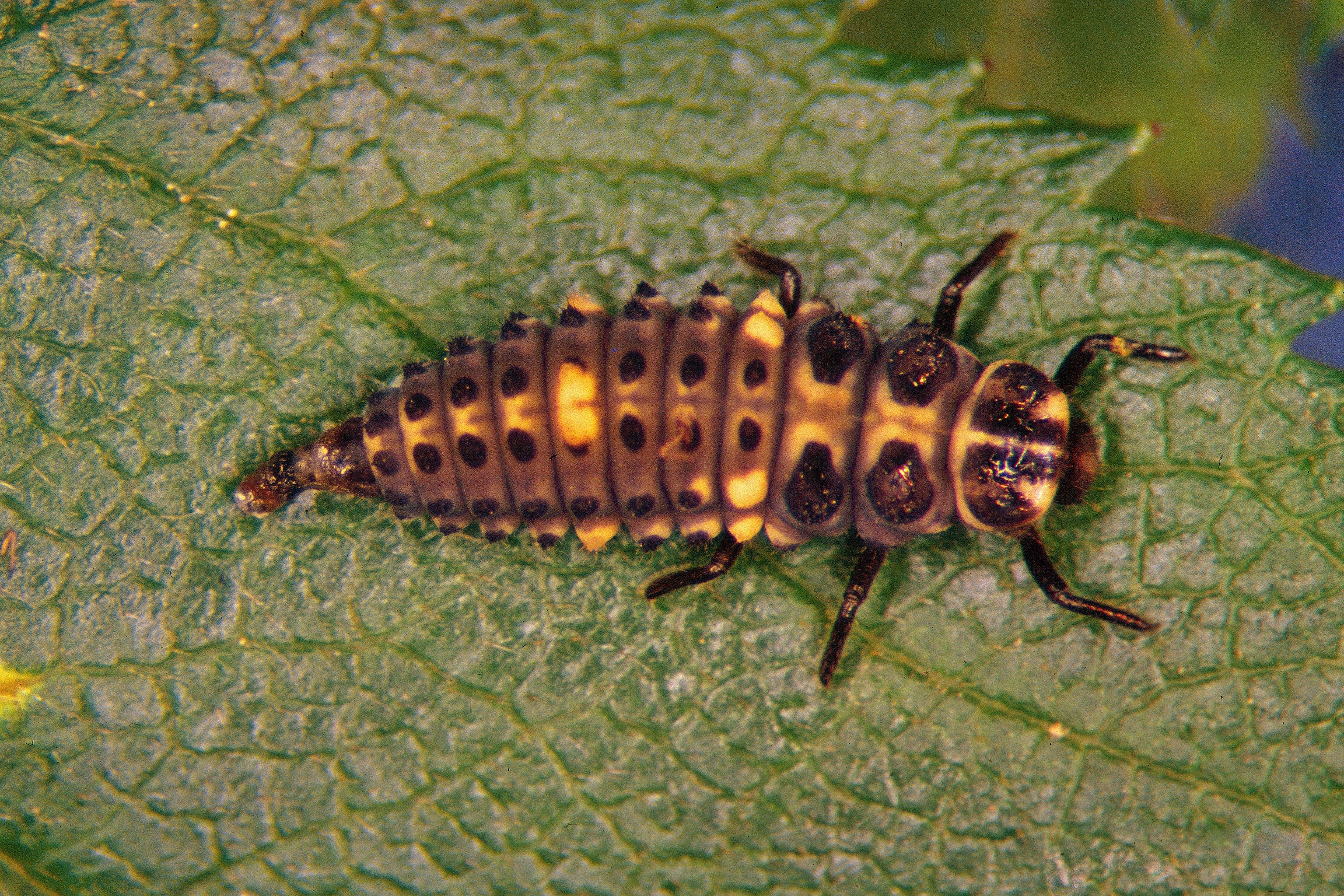
Hình 4: Sâu tuổi cuối.
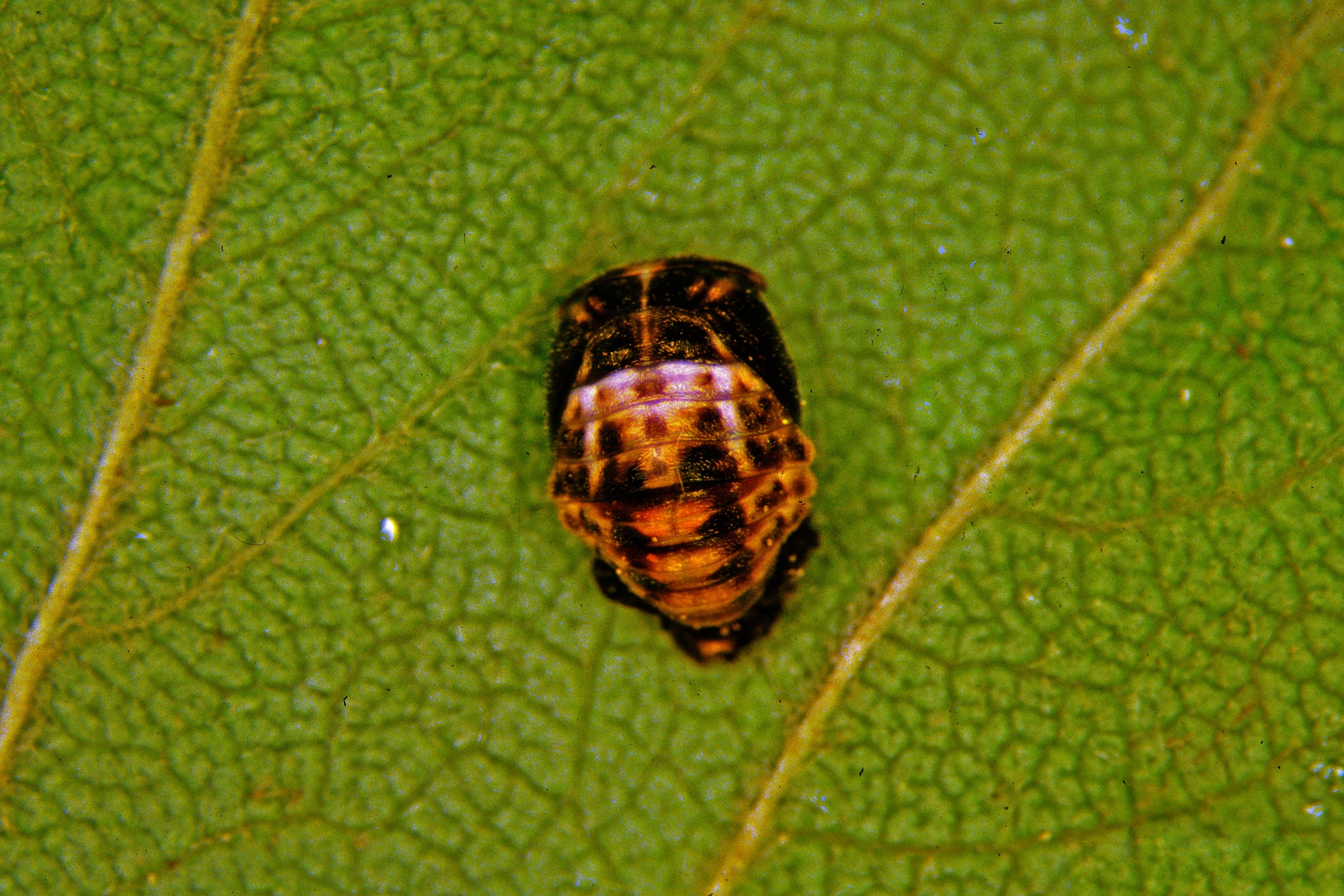
Hình 5: Nhộng.
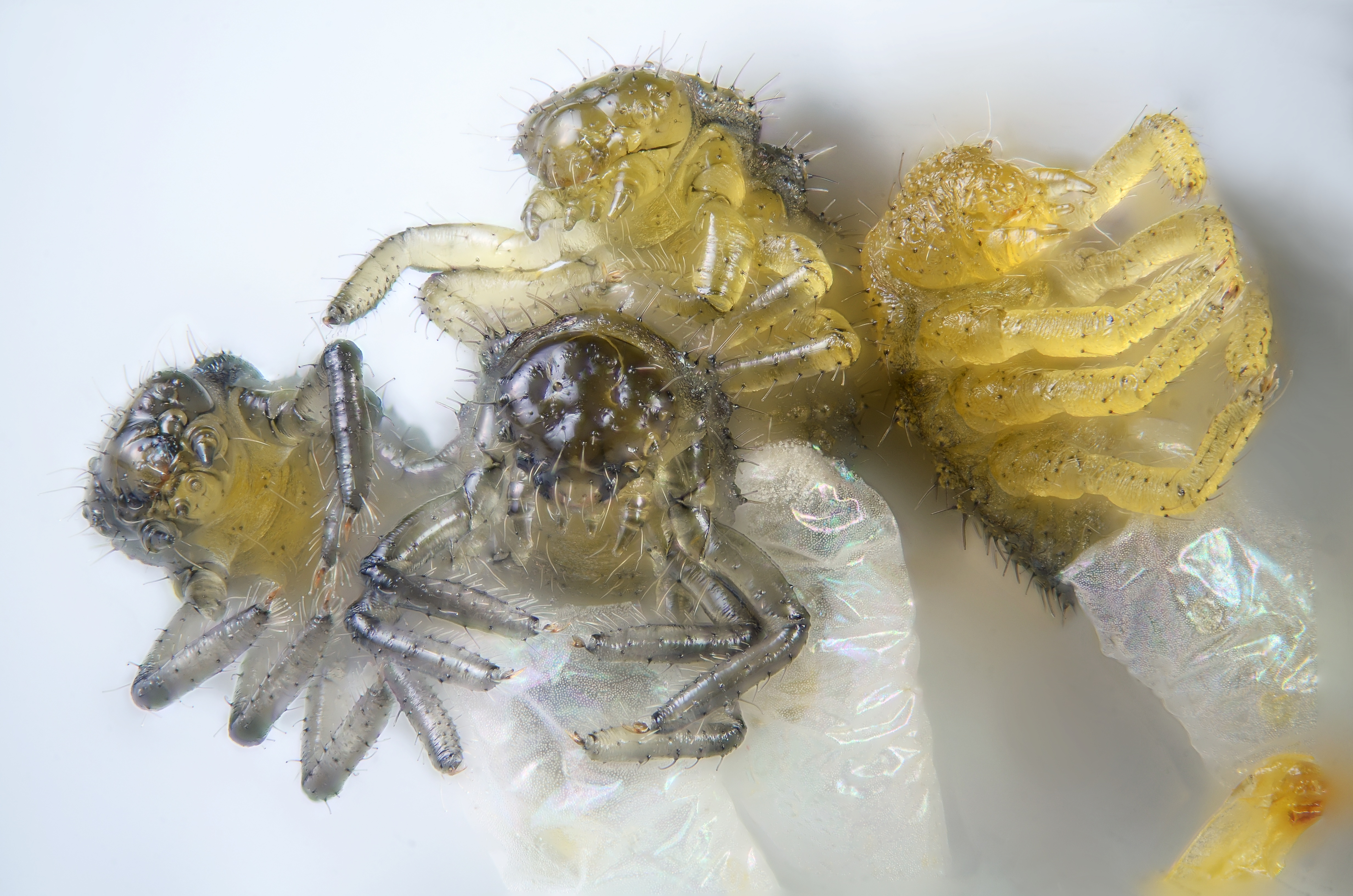
Hình 6: Sâu mới nở từ trứng.
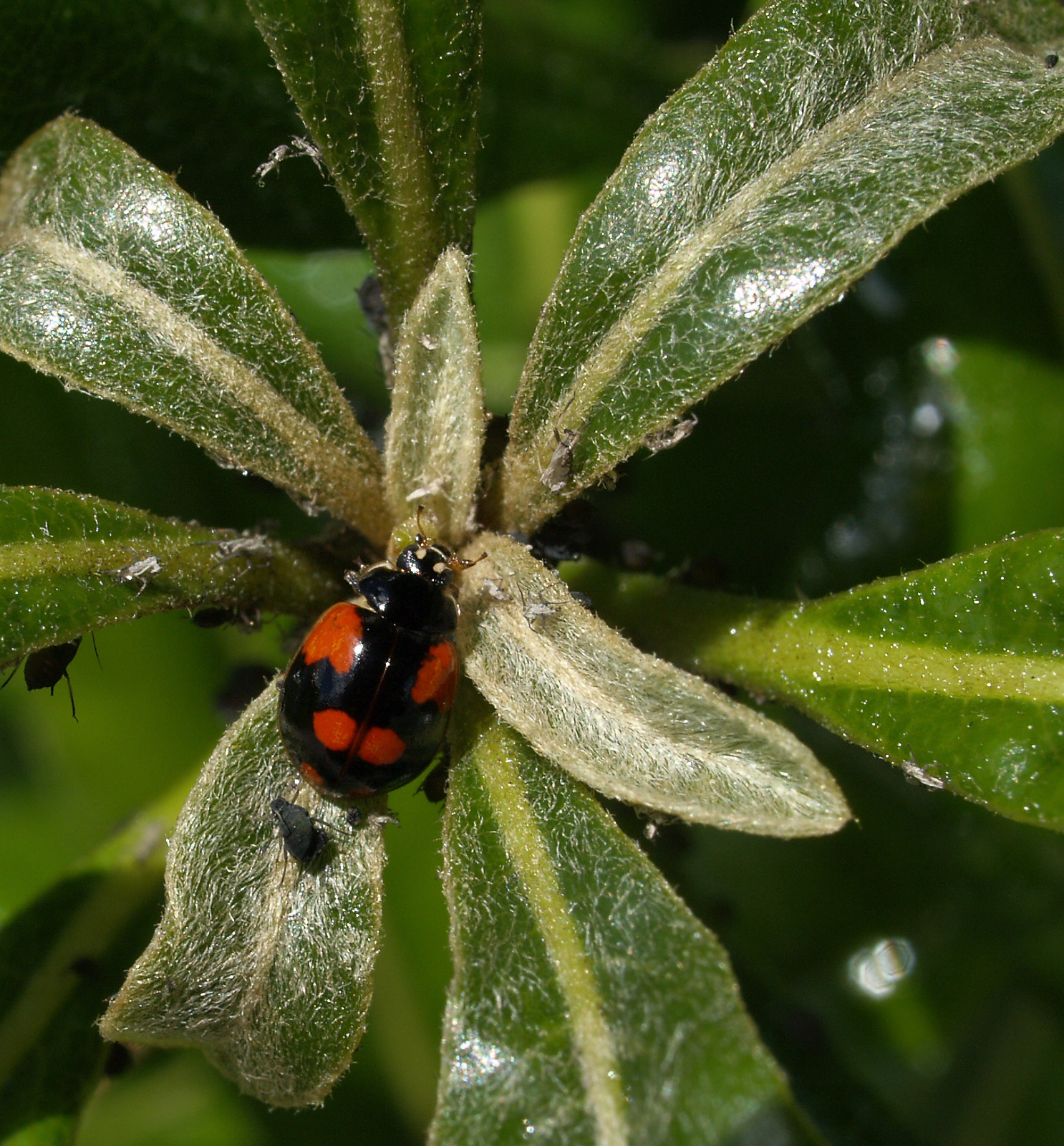
Hình 7: Một cá thể có kiểu hình đột biến đang ăn thịt rệp cây

## Cấu trúc giới tính của quần thể
Quần thể bọ rùa hai chấm có cấu trúc khác thường, không theo tỷ lê đực: cái = 1: 1 như nhiều loài động vật khác. Nhiều thống kê sau lấy mẫu cho biết: ở một số quần thể, phần lớn số cá thể là con cái - khoảng 80-90% - còn con đực chỉ khoảng 10-20%. Nguyên nhân chủ yếu là do cộng sinh và ký sinh.

### Do cộng sinh
Nguyên nhân của sự bất thường giới tính này là vai trò của nhóm vi khuẩn cộng sinh sống trong các giao tử của bọ rùa. Phương thức cộng sinh của các vi khuẩn này là nội cộng sinh (endosymbiont), mà kích thước tinh trùng lại quá nhỏ, nên vi khuẩn chỉ có thể cộng sinh bên trong giao tử cái (trứng), nhờ đó chúng mới có thể được truyền sang thế hệ tiếp theo. Quá trình cộng sinh có lợi cho cả hai loài, nhưng lại làm các cá thể đực không được hưởng lợi, nên bị chết sớm nhiều.
Nhóm vi khuẩn này có thể gồm Wolbachia, Rickettsia, hoặc Spiroplasma.

### Do ký sinh
Loài bọ rùa hai chấm còn mang mầm bệnh lây truyền qua đường tình dục. Trùng ký sinh Coccipolipus hippodamiae có thể là nguyên nhân thay đổi cấu trúc giới tính.